# George Friedman
George Friedman (ur. 1 lutego 1949 w Budapeszcie) – urodzony na Węgrzech amerykański politolog. 
Absolwent City College of New York, doktorat uzyskał na Cornell University. Założyciel i dyrektor generalny Stratfor. Zajmuje się geopolityką i współczesną doktryną wojenną. Pracował jako doradca w kwestiach bezpieczeństwa dla czołowych amerykańskich dowódców wojskowych. Autor kilku książek, m.in.: The Future of War, The Intelligence Edge, America’s Secret War oraz „Następne 100 lat. Prognoza na XXI w.” (The Next Hundred Years: A Forecast for the 21st Century) (2009). W tej ostatniej książce przewidział m.in. na kilka lat wcześniej wzrost mocarstwowości Rosji i jej próby odbudowy ZSRR oraz rozbicia NATO.
Postawił tezę o spodziewanym przenoszeniu produkcji w ramach globalizacji do państw o tańszej niż chińska sile roboczej (tzw. państw PC16, Post China 16), takich jak Etiopia, Kenia, Tanzania, Uganda, Sri Lanka, Bangladesz, Birma, Laos, Wietnam, Kambodża, Indonezja, Filipiny, Nikaragua, Dominikana, Peru i Meksyk.

## Publikacje w języku polskim
- Następne 100 lat: prognoza na XXI wiek, przeł. Maciej Antosiewicz, Warszawa: Andrzej Findeisen - AMF Plus Group 2009.
- Następna dekada: gdzie byliśmy i dokąd zmierzamy, przeł. Monika Wyrwas-Wiśniewska, Kraków: Wydawnictwo Literackie 2012.
- Polska jest w zwrotnym punkcie historii, rozm. przepr. Agaton Koziński, "Polska" 2 VI 2014, nr 44, dodatek: 25 Lat Wolności.